# Quyllurit'i
Le Quyllurit’i, qui peut être traduit  par « festival des neiges », est un pèlerinage au sanctuaire du «Seigneur de Quyllurit’i» qui regroupe chaque année environ 90 000 personnes de la région de Cuzco, cinquante-huit jours après la célébration du dimanche de Pâques. Ce pèlerinage syncrétique mêle des éléments empruntés à la fois au catholicisme et au culte des dieux de la nature préhispaniques, et il se déroule dans un sanctuaire de la cuvette de Sinakara.
Le festival est connu pour être l'un des plus froids au monde. Le point culminant de l'évènement est une marche nocturne au sommet du glacier qui s'élève à 5.200 mètres d'altitude. Les Ukukus participent aux festivités, souvent habillés de cagoules noires. Il n'y a pas d'alcool, et les Ukukus renforcent cette règle.
Lors du festival, certains participent au « juego de las casitas », un rituel qui consiste à créer une version miniature de sa maison et y installer ce que l'on y souhaite. La croyance est que ces ajouts deviendront réalité.
« Le pèlerinage au sanctuaire du seigneur de Qoyllurit’i » a été inscrit en 2011 par l'UNESCO à la liste représentative du patrimoine culturel immatériel de l'humanité.

## Présentation

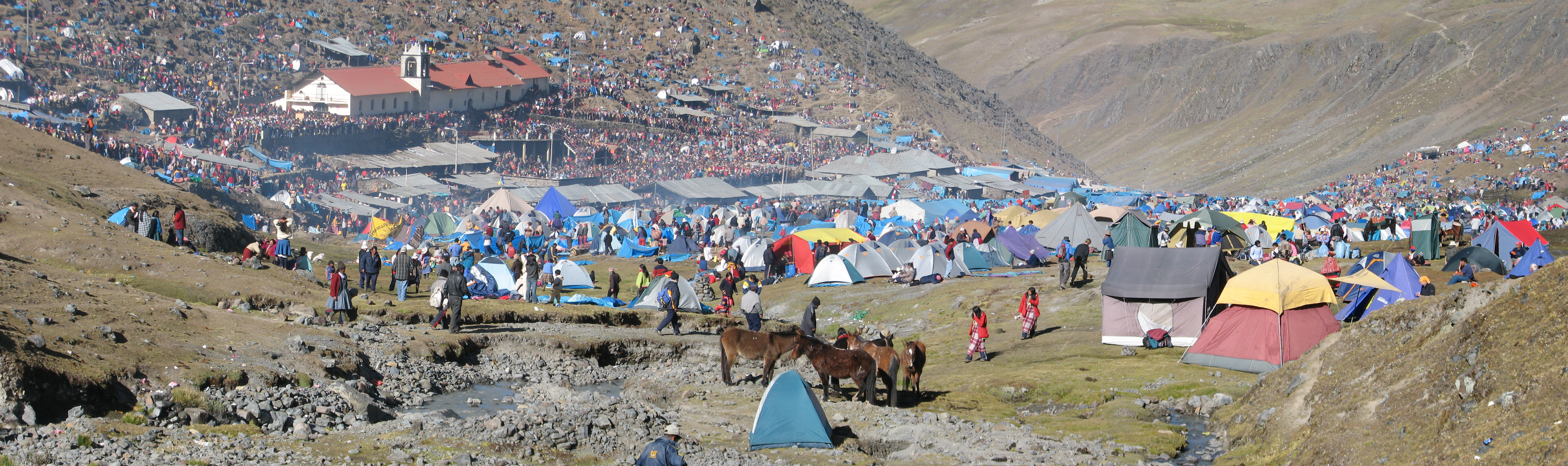
Vue panoramique du pèlerinage.